# Фонтанеллато
Фонтанеллато (итал. Fontanellato) —  коммуна в Италии, располагается в регионе Эмилия-Романья, подчиняется административному центру Парма.
Население составляет 6477 человек (на 2004 г.), плотность населения составляет 119 чел./км². Занимает площадь 53 км². Почтовый индекс — 43012. Телефонный код — 0521.
В коммуне особо почитаем Животворящий Крест Господень, празднование 3 мая.